# 십자말

십자말의 예 (문제)

십자말의 예 (정답)

십자말 또는 크로스워드(crossword)는 네모난 격자에 단어를 맞물려가는 퍼즐이다. 보통 격자는 검은색으로 칠해진 칸과 빈 칸으로 나뉘어 있고, 빈 칸에는 숫자들이 있다. 이 격자와 함께 빈 칸에 해당하는 단어에 대한 문제가 주어진다. 이 문제에 답이 되면서도 다른 답과도 조화를 이루도록 문제를 풀어야 한다. 따라서 겹치는 단어들은 같은 글자를 포함한다. 문제는 "가로 4번 문제", "세로 20번 문제"와 같은 식으로 되어 있다. 검은 칸은 단어를 구별하기 위한 막힘칸이다.

## 역사
과거에는 십자말이 많은 호평을 받았지만, 2000년대 인터넷과 2010년대 스마트폰 보급 추세로 정기간행물 종이 시대를 십자말 역사의 뒤안길로 사라진다.

## 같이 보기
- 스도쿠
- 노노그램